# Stenoma immunda
Stenoma immunda es una especie de polilla del género Stenoma, orden Lepidoptera.
Fue descrita científicamente por Zeller en 1854.

## Distribución
Se distribuye por Guatemala, Panamá, Venezuela, Ecuador, Perú, Brasil, Guayanas y Trinidad.